# Lucas Mendes
Lucas Michel Mendes (Curitiba, Brasil, 3 de junio de 1990) es un futbolista brasileño, se desempeña como defensa. Actualmente juega en el Al-Wakrah SC de la Liga de fútbol de Catar.

## Carrera

### Coritiba
Formado en las categorías inferiores del Coritiba llegó a debutar el año 2008 jugando como lateral izquierdo, pero solo alcanzó a disputar un partido y en el año 2009 no fue considerado. Ya en 2010, con el Coritiba en segunda división, se afianzó en el equipo titular y pasó a ser un habitual en el once titular. En el equipo del Estado de Paraná disputó 139 encuentros, 122 como titular, marcando sólo 2 goles. Su primer gol como profesional lo hizo el 27 de mayo de 2012 frente a Botafogo.
Disputó dos finales de la Copa de Brasil, donde no pudo ganar en ambas ocasiones. La primera el año 2011 cayendo frente al Vasco da Gama y la segunda el año 2012 perdiendo a manos del Palmeiras.[cita requerida]

### Olympique Marsella
Sus destacadas participaciones en el Coritiba llamaron la atención del Olympique de Marsella, que lo anunció como refuerzo el 29 de agosto de 2012. Debutó oficialmente con los colores del Marsella el 4 de octubre de 2012 frente al AEL Limassol FC en la segunda fecha del grupo C de la Europa League 2012-13, donde el conjunto francés ganaría por 5-1 y Lucas Mendes sería el autor del segundo tanto.

### Al-Gharafa
El 11 de febrero de 2019, Lucas fichó por el Al-Gharafa de Catar.

## Clubes
| Club                  | País    | Año         |
| --------------------- | ------- | ----------- |
| Coritiba              | Brasil  | 2008 - 2012 |
| Olympique de Marsella | Francia | 2012 - 2014 |
| El Jaish S. C.        | Catar   | 2014 - 2017 |
| Al-Duhail SC          | Catar   | 2017 - 2019 |
| Al-Gharafa SC         | Catar   | 2019 - 2020 |
| Al-Wakrah SC          | Catar   | 2020 -      |

## Palmarés

### Campeonatos nacionales
| Título                | Club     | Año  |
| --------------------- | -------- | ---- |
| Campeonato Paranaense | Coritiba | 2010 |
| Serie B               | Coritiba | 2010 |
| Campeonato Paranaense | Coritiba | 2011 |
| Campeonato Paranaense | Coritiba | 2012 |

### Campeonatos internacionales
| Título        | Equipo             | Sede  | Año  |
| ------------- | ------------------ | ----- | ---- |
| Copa Asiática | Selección de Catar | Catar | 2023 |